# About You Now (мини-альбом)
About You Now — дебютный мини-альбом Миранды Косгроув, вышедший в 2009 году.

## Об альбоме
About You Now был выпущен, как дебютный альбом Миранды. Данный мини-альбом включает в себя 6 треков и 2 бонусных трека-ремикса. Этот мини-альбом выпустила компания Columbia и компания Nickelodeon. В начале песня Stay My Baby, Leave It All To Me и About You Now входили в состав альбома-саундтрека к сериалу iCarly. Миранда не планировала выпускать их на отдельных собственных дисках.

## Список композиций
| №  | Название                         | Длительность |
| -- | -------------------------------- | ------------ |
| 1. | «About You Now»                  | 3:11         |
| 2. | «FYI»                            | 3:02         |
| 3. | «Party Girl»                     | 3:12         |
| 4. | «Stay My Baby»                   | 3:05         |
| 5. | «Stay My Baby (Spider Remix)»    | 2:59         |
| 6. | «About You Now (Spider Remix)»   | 3:24         |
| 7. | «About You Now (Extended Remix)» | 7:28         |